# Vlastimir Đorđević
Vlastimir Đorđević, född 1948 i Vladičin Han, är en serbisk general. Han var polis- och säkerhetschef i Kosovo. Đorđević är vid ICTY åtalad för krigsförbrytelser och brott mot mänskligheten begångna i Kosovo 1999. Enligt uppgift greps Vlastimir Đorđević i Montenegro den 17 juni 2007.